# 中野直枝

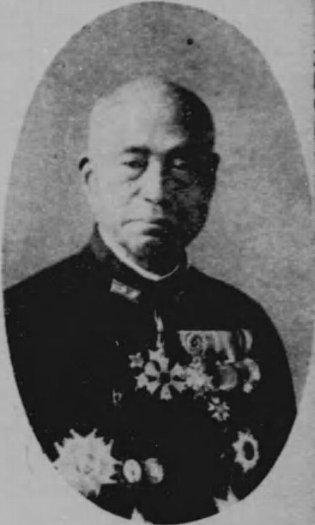
中野直枝

中野 直枝（なかの なおえ、1868年3月9日（慶応4年2月16日） -  1960年7月6日）は、日本の海軍軍人。最終階級は海軍中将。

## 経歴
高知県出身。中野重儀の長男として生まれる。海南学校、暁星中学を経て、1889年4月、海軍兵学校（15期）を卒業し、1890年7月に海軍少尉任官。海軍大学校将校科（3期）で学び、「松島」航海長、海兵教官、常備艦隊参謀などを経て、1901年5月、海大将校科甲種（2期）を卒業した。
軍令部第2局員、「鹿島」回航委員（イギリス出張）、「鹿島」航海長、「香取」副長、「鳥海」・水雷母艦「韓崎」・「秋津洲」・「八雲」の各艦長、「鞍馬」艤装員長、海軍省軍務局員、艦政本部艤装員、「金剛」艦長兼艤装員（イギリス出張）などを歴任し、1912年12月、海軍少将に進級。
呉鎮守府参謀長、艦政本部第1部長、海軍省艦政部長、艦政局長などを経て、1917年12月に海軍中将となった。練習艦隊司令官、将官会議議員、呉工廠長、旅順要港部司令官、第2戦隊司令官、第3艦隊司令長官、第2艦隊司令長官、将官会議議員などを経て、1923年12月に待命となり、翌年2月、予備役に編入された。
1910年に発生した第六潜水艇の事故で、殉職した艇長佐久間大尉の遺書中、末尾の「中野大佐、十二時四十分ナリ」とあるのは当時「韓崎」艦長であった中野直枝のことである。1924年から1943年まで、帝国在郷軍人会副会長を勤めた。
1947年（昭和22年）11月28日、公職追放仮指定を受けた。

## 栄典
位階
- 1891年（明治24年）12月14日 - 正八位[3]
- 1894年（明治27年）12月28日 - 従七位[4]
- 1898年（明治31年）3月8日 - 正七位[5]
- 1899年（明治32年）11月2日 - 従六位[6]
- 1904年（明治37年）8月30日 - 正六位[7]
- 1908年（明治41年）12月11日 - 従五位[8]
- 1914年（大正3年）1月30日 - 正五位[9]
- 1917年（大正6年）12月28日 - 従四位[10]
- 1922年（大正11年）8月10日 - 正四位[11]
- 1924年（大正13年）3月24日 - 従三位[12]

勲章等
- 1895年（明治28年）11月18日 - 明治二十七八年従軍記章[13]
- 1901年（明治34年）11月20日 - 勲四等瑞宝章[14]
- 1902年（明治35年）5月10日 - 明治三十三年従軍記章[15]
- 1906年（明治39年）4月1日 - 功四級金鵄勲章・勲三等旭日中綬章・明治三十七八年従軍記章[16]
- 1920年（大正9年）11月1日 - 勲一等旭日大綬章[17]・戦捷記章[18]
- 1915年（大正4年）11月7日 - 勲二等旭日重光章・大正三四年従軍記章[19]
- 1940年（昭和15年）8月15日 - 紀元二千六百年祝典記念章[20]

## 親族
- 長男 中野忠夫（海軍中佐）
- 娘婿 戸苅隆始（海軍中将）